# Дилатационная кардиомиопатия
Дилатационная кардиомиопатия (ДКМП) — заболевание миокарда, характеризующееся развитием дилатации (растяжения) полостей сердца, с возникновением систолической дисфункции, но без увеличения толщины стенок.
Характерно развитие прогрессирующей сердечной недостаточности, нарушений сердечного ритма и проводимости, тромбоэмболий, внезапной смерти. Критерием заболевания считается снижение фракции выброса левого желудочка ниже 45 % и размер полости левого желудочка в диастолу более 6 см.

## Этиология
Этиология ДКМП разнообразна. По сути, это заболевание является синдромом, развивающимся в исходе различных состояний, поражающих миокард. Это весьма распространенное заболевание — его частота достигает 1:2500, это третья по частоте причина сердечной недостаточности. В число причин ДКМП входят:
- Инфекционные причины (как исход миокардита, либо развитие на фоне миокардита) — вирусные, бактериальные, грибковые, риккетсиозные, паразитарные (например, при болезни Шагаса).
- Токсические причины — алкогольное поражение сердца, медикаментозные воздействия (антрациклины, доксорубицин и др.), тяжёлые металлы (кобальт, ртуть, мышьяк, свинец). Алкогольное поражение сердца считается самой частой причиной ДКМП в обычной клинической практике, но нет четких доказательств, что в данном случае только алкоголь вызывает поражение сердца. Возможно, большее значение имеет недостаточность тиамина, столь характерная для алкоголиков. Нельзя исключить и роль генетических факторов (кардиомиопатия развивается далеко не у каждого алкоголика).
- Аутоиммунные заболевания, включая системные заболевания соединительной ткани.
- Феохромоцитома.
- Нейромышечные заболевания (мышечные дистрофии Дюшенна/Беккера и Эмери-Дрейфуса).
- Метаболические, эндокринные, митохондриальные заболевания, нарушения питания (дефицит селена, карнитина).

Идиопатическая ДКМП встречается в 20-35 % случаев. Она связана с более чем 20 локусами и генами, то есть генетически гетерогенна. Обычно аутосомно-доминантная, но встречаются Х- сцепленные аутосомно-рецессивные и митохондриальные формы. Обнаружено, что в некоторых случаях ДКМП имеют место мутации тех же генов, которые определяют развитие гипертрофической кардиомиопатии (α- актин, α-тропомиозин, тропонины Т и I и др.). Описаны случаи перехода гипертрофической кардиомиопатии в дилатационную. Достаточно часто заболевание связано с мутацией гена А/С ламина.
Иногда к ДКМП относят и так называемую ишемическую кардиомиопатию — развитие систолической дисфункции на фоне дилатации полостей сердца у больных ИБС без перенесенного инфаркта миокарда.
Морфологические признаки ДКМП — эксцентрическая гипертрофия и дилатация камер сердца. Обычно поражаются левые отделы, при наследственных формах в 1,7 % случаев поражается и правый желудочек. Гистология показывает наличие распространенного склероза и гидропической дистрофии миокарда (более 30 % поверхности среза), без воспалительных изменений. Не менее 50 % кардиомиоцитов затронуты атрофией. Ядра клеток полиморфичны, митохондриальный матрикс кальцифицирован. Воспалительные очаги могут обнаруживаться в том случае, если причиной заболевания был миокардит. Склероз миокарда обычно распространенный, но возможны и очаговые изменения. Данные критерии в основном пригодны только для диагностики идиопатической ДКМП.

## Патогенез
Под действием экзогенных факторов уменьшается количество полноценно функционирующих кардиомиоцитов, что приводит к расширению камер сердца и нарушению сократительной функции миокарда. Полости сердца расширяются, что приводит к развитию систолической и диастолическои дисфункции обоих желудочков. Развивается хроническая сердечная недостаточность.
На начальных стадиях заболевания действует закон Франка — Старлинга (степень диастолического растяжения пропорциональна силе сокращения волокон миокарда). Сердечный выброс сохраняется также за счёт увеличения ЧСС и уменьшения периферического сопротивления при физической нагрузке.
Постепенно компенсаторные механизмы нарушаются, увеличивается ригидность сердца, ухудшается систолическая функция и закон Франка-Старлинга перестаёт действовать. Уменьшаются минутный и ударный объёмы сердца, увеличивается конечное диастолическое давление в левом желудочке и происходит дальнейшее расширение полостей сердца. Возникает относительная недостаточность митрального и трёхстворчатого клапанов из-за дилатации желудочков и расширения клапанных колец. В ответ на это возникает компенсаторная гипертрофия миокарда (способствующая также уменьшению напряжения стенок и уменьшению дилатации полостей) в результате гипертрофии миоцитов и увеличения объёма соединительной ткани (масса сердца может превышать 600 г). Уменьшение сердечного выброса и увеличение внутрижелудочкового диастолического давления могут привести к уменьшению коронарной перфузии, следствием чего становится субэндокардиальная ишемия. В результате застоя в венах малого круга кровообращения уменьшается оксигенация тканей.
Уменьшение сердечного выброса и снижение перфузии почек стимулируют симпатическую нервную и ренин-ангиотензиновую системы. Катехоламины повреждают миокард, приводя к тахикардии, аритмиям и периферической вазоконстрикции. Ренин-ангиотензиновая система вызывает периферическую вазоконстрикцию, вторичный гиперальдостеронизм, приводя к задержке ионов натрия, жидкости и развитию отёков, увеличению ОЦК и преднагрузки.
Для дилатационнои кардиомиопатии характерно формирование в полостях сердца пристеночных тромбов. Они возникают (в порядке уменьшения частоты встречаемости): в ушке левого предсердия, ушке правого предсердия, правом желудочке, левом желудочке. Образованию пристеночных тромбов способствует замедление пристеночного кровотока из-за уменьшения сократимости миокарда, фибрилляции предсердий, увеличения активности свёртывающей системы крови и уменьшения фибринолитической активности.

## Клиника
Соотношение мужчин и женщин составляет примерно 5:1. Идиопатическая ДКМП развивается обычно в молодом возрасте. Клинические проявления дилатационной кардиомиопатии, независимо от её причины, можно свести к следующим синдромам:
- Сердечная недостаточность — как левожелудочковая, так и правожелудочковая. Обычно имеет место тотальная («застойная») сердечная недостаточность.
- Кардиалгии, а также приступы стенокардии (у ½ — ¼ больных).
- Нарушения сердечного ритма (часто — фибрилляция предсердий, желудочковая экстрасистолия) и проводимости (блокады ножек пучка Гиса).
- Тромбоэмболии.

Таким образом, клиника заболевания неспецифична. Пациенты погибают либо внезапно, вследствие нарушений ритма, либо в результате прогрессирования сердечной недостаточности.
Объективные данные при ДКМП: обязательна кардиомегалия, перкуторные границы сердца расширены во все стороны, верхушечный толчок смещен влево-вниз, разлитой. При аускультации тоны сердца приглушены, возможен «ритм галопа» за счёт III и IV тонов. Часто выслушивается систолический шум относительной митральной и трикуспидальной недостаточности. Обнаруживается набухание шейных вен, отёчный синдром, гепатомегалия.

## Диагностика

### ЭКГ
Низкий вольтаж зубцов комплекса QRS в отведениях от конечностей в сочетании с высокой амплитудой зубцов комплекса QRS в грудных отведениях, часто есть признаки гипертрофии левого желудочка. Нарушения атриовентрикулярной проводимости редки. Блокада левой ножки пучка Гиса встречается в 50 % случаев, но чаще связана с постинфарктными изменениями. Патологические зубцы Q выявляют у 5-20 % больных, но их локализация часто не совпадает с зонами гипокинезии стенок. Из нарушений ритма чаще всего (более 50 %) обнаруживают фибрилляцию предсердий. При мониторировании ЭКГ выявляют желудочковые нарушения ритма — желудочковые экстрасистолы и пароксизмальные желудочковые тахикардии..

### Рентгенография
Выявляет увеличение сердечной тени во все стороны, кардиоторакальный индекс более 55 %. Выявляют признаки застоя в легких.

### Эхокардиография
Основной метод диагностики заболевания. Выявляют увеличение размеров желудочков сердца (размер левого желудочка в диастолу более 6 см), увеличение предсердий; снижена сократимость левого желудочка (фракция выброса менее 45 %); снижена амплитуда движения стенок и их сократимость, без изменения их толщины; гипокинезия стенок чаще диффузная; увеличено расстояние от конца передней створки митрального клапана до эндокарда межжелудочковой перегородки в диастолу; обнаруживают митральную и трикуспидальную регургитацию; часто находят тромбы в полостях сердца.

### Сцинтиграфия
Сцинтиграфия миокарда с таллием−201 имеет значение для дифференциальной диагностики с ИБС (в отличие от ИБС при ДКМП нет столь выраженной очаговости распределения изотопа). Для выявления миокардита необходимо использование сцинтиграфии миокарда с мечеными аутолейкоцитами.

### Биопсия
Данные биопсии миокарда неспецифичны, её используют лишь при подозрении на реакцию отторжения трансплантата или кардиотоксическое действие антрациклинов.

### Нагрузочные тесты
Нагрузочные тесты позволяют получить ценную информацию о функциональных возможностях сердечно-сосудистой системы больных идиопатической ДКМП и имеют важное значение для дифференциальной диагностики этого заболевания и ИБС. В то время как у больных ДКМП причиной прекращения пробы служит появление одышки и усталости, ограничение толерантности к физической нагрузке при ИБС определяется снижением коронарного резерва.
Спировелоэргометрический тест.

### Дифференциальная диагностика
Дифференциальная диагностика при ДКМП проводится с миокардитом (который может служить причиной заболевания), важна также дифференциальная диагностика с ИБС (включая коронарографию). При семейных случаях заболевания может потребоваться генетическая диагностика.

## Лечение
Лечение ДКМП — это лечение хронической сердечной недостаточности (ХСН) в чистом виде, поскольку этиотропное лечение возможно лишь при известной этиологии ДКМП.
Немедикаментозные мероприятия включают ограничение жидкости, контроль диуреза, обязательны адекватные физические нагрузки (даже при далеко зашедшей сердечной недостаточности возможна минимальная лечебная физкультура). Большое значение имеет нутритивная (питательная) поддержка при развитии сердечной кахексии. Категорически запрещен алкоголь!

### Медикаментозное лечение
Бета-блокаторы являются основными препаратами для лечения ДКМП, особенно семейной формы. Применимы только селективные препараты (карведилол, бисопролол). Лечение начинают с минимальных доз, только после компенсации сердечной недостаточности другими препаратами. Дозу очень медленно титруют, повышая до максимально переносимой. Доказано положительное влияние на выживаемость.
Диуретики — как тиазидные (в малых дозах, ежедневно), так и петлевые (в особенности при декомпенсации течения заболевания). Обязателен контроль диуреза.
Антагонисты альдостерона (верошпирон) показаны большинству больных, в сочетании с диуретиками.
Ингибиторы АПФ обязательны для применения всем больным с сердечной недостаточностью.
Сердечные гликозиды (дигоксин) — назначаются при фибрилляции предсердий, но возможно их использование при синусовом ритме и низкой фракции выброса. Не увеличивают выживаемость, но улучшают качество жизни.
Антагонисты рецепторов к ангиотензину II назначаются не только в случаях непереносимости ингибиторов АПФ, но и при выраженной декомпенсации в сочетании с ингибиторами АПФ.
Антиаритмические средства при опасных для жизни желудочковых аритмиях.
Антиагреганты и непрямые антикоагулянты.

### Хирургические и электрофизиологические методы лечения
Сердечная ресинхронизирующая терапия — трёхкамерная стимуляция сердца (один электрод в правом предсердии, два — в желудочках).
Операция окутывания сердца эластичным сетчатым каркасом предотвращает прогрессирование ХСН, на начальных стадиях ДКМП может привести к обратному развитию заболевания.
Механические желудочки сердца (микронасос, установленный в полости левого желудочка) могут использоваться для временной поддержки гемодинамики. Показано, что через несколько месяцев работы аппарата улучшаются функции собственного сердца.
Трансплантация сердца в настоящее время уже не считается средством выбора в лечении ДКМП ввиду возможности альтернативных процедур, перечисленных выше.
Трансплантация сердца является процедурой выбора для пациентов с терминальной сердечной недостаточностью. Основным критерием для определения показаний к трансплантации сердца является прогноз однолетней выживаемости без трансплантации < 50 %.
Объективными критериями такого прогноза являются:
фракция выброса левого желудочка сердца < 20 % натрий сыворотки крови < 135 мэкв/л давление заклинивания в легочной артерии > 25 мм рт.ст.
уровень норадреналина в плазме > 600 пкг/мл
кардиоторакальный индекс > 0,6 снижение максимального потребления кислорода < 10 мл/кг/мин на фоне максимальной медикаментозной поддержки.
Уменьшение фракция выброса и снижение максимального потребления кислорода — наиболее надежные независимые прогностические критерии выживаемости пациентов.
Подбор пациентов с конечной стадией сердечной недостаточности для трансплантации сердца регламентирован Международным обществом трансплантации сердца и легких и гарантирует равноправное, объективное и с медицинской точки зрения оправданное распределение ограниченного количества донорских органов пациентам с наибольшим шансом на выживаемость и реабилитацию.

## Лечение стволовыми клетками
Лечение дилатационной кардиомиопатии стволовыми клетками основано на способности стволовых клеток восстанавливать утраченную популяцию клеток сердца (кардиомиобластов). Введенные мезенхимальные стволовые клетки и кардиомиобласты замещают клетки соединительной ткани, нарушающей работу сердечной мышцы. Здоровая мышечная ткань сердца возвращает сократительную функцию сердечной мышцы. Нормализуются показатели работы сердца: увеличивается фракция выброса, лучше звучат тоны сердца. Сосуды очищаются от атеросклеротических бляшек и тромбов, увеличиваются их проходимость и эластичность. Лечение дилатационной кардиомиопатии стволовыми клетками восстанавливает работу печени, почек, легких, освобождая их от застоя крови и жидкостей. Однако в настоящее время вопрос подобной терапии исследован недостаточно, и находится в фазе активных клинических испытаний.

## Прогноз
Прогноз при ДКМП остается условно неблагоприятным — в случае идиопатической формы заболевания ежегодная летальность от 5 до 45 %, для форм с известной этиологией смертность может быть меньше. Успехи в лечении привели к существенному увеличению выживаемости при этой форме кардиомиопатии.